# 硒化物
硒化物是含硒的阴离子的化合物。和硫化物类似，Se2−只有在强碱性溶液中才能存在，中性溶液中为HSe−，而酸性溶液中形成H2Se。有一些硒化物很容易和空气中的氧反应，金属硒化物比硫化物更容易分解。活泼金属的硒化物很容易发生氧化或水解反应，硒化铝在潮湿空气中可以被氧化，并迅速水解，放出剧毒的硒化氢气体。
纯的硒化物矿物很少见，它们大多与硫化物矿物共生。硒化物的矿物有白硒铁矿和红硒铜矿。
多硒化物是含Sen2−阴离子的化合物。它们可以通过在石英管内共熔相应的元素单质得到。硒和碱金属可以形成可溶的硒化物或多硒化物，碱金属的（多）硒化物可以通过碱金属和硒在液氨中的反应得到，或者使用高沸点、极性、非质子溶剂，如DMF、HMPA、NMP等。多硒化物在水溶液中可以和大的有机阳离子化合物发生复分解反应，得到的大阳离子多硒化物可溶于有机溶剂中： 
2 Na  +  n Se   →    Na2Sen
Na2Sen  +  2 R4NCl   →   (R4N)2Sen  +  2 NaCl